# Nakhon Sawan
Nakhon Sawan (in thailandese นครสวรรค์) è una città maggiore (thesaban nakhon) della Thailandia di 83 045 abitanti (2018). Il territorio comunale occupa una parte del distretto di Mueang Nakhon Sawan, che è capoluogo della Provincia di Nakhon Sawan, nel gruppo regionale della Thailandia del Nord. In città hanno sede il governo provinciale e distrettuale.